# 石井隆
石井 隆（いしい たかし、1946年7月11日 - 2022年5月22日）は、日本の漫画家、脚本家、映画監督。本名・石井 秀紀。
宮城県仙台市出身。宮城県仙台第二高等学校を経て、早稲田大学商学部卒業。

## 経歴・人物
早稲田大学ではシナリオ研究会に所属していたが、学生運動に巻き込まれることを嫌い、革マル派の影響が薄かった映画研究会へ転属。在学中から後に脚本家となった金子裕と組んで、雑誌のライターやカメラマンで生活していた。
卒業後の1970年、『事件劇画』誌で出木英杞のペンネームで劇画漫画家としてデビュー。1975年頃より主に「ヤングコミック」誌等で執筆する。自作『天使のはらわた』（1977年）が大ヒットし、1978年から日活ロマンポルノにてシリーズ映画化される。シリーズ第2作にて自ら脚本を手がけることとなり、脚本家としてもデビューする。
1970年代後半に巻き起こった扇情的な劇画ブームの中では、メランコリックな展開と読者を圧倒するタナトスを映画的構図と緻密な描画を駆使して導入、一貫して心魂を傾け続けた作品群により多くの作家とは一線を画し、脚光をあびた。
その後も、数々の劇画原作・脚本を手がけ、1988年に『天使のはらわた 赤い眩暈』で監督としてもデビューする。
監督する映画に同じ俳優が幾度も出演する傾向があり、竹中直人、椎名桔平、伊藤洋三郎、大竹しのぶ、余貴美子、片岡礼子などが複数作品に出演していた。
2022年5月22日、がんのため自宅で死去。75歳没。関係者によればここ3年ほど闘病生活を送っていたが、周囲に伝えることはしていなかったという。

## 受賞歴
- 第4回にっかつロマン大賞特別賞（1988年）[1]
- 天使のはらわた 赤い淫画
  - 第8回おおさか映画祭 脚本賞
- ラブホテル
  - 第7回ヨコハマ映画祭 脚本賞[4]
  - 第12回おおさか映画祭 脚本賞
- 夢犯
  - 第7回ヨコハマ映画祭 脚本賞[4]
- 死んでもいい
  - 第66回キネマ旬報ベスト・テン 脚本賞[1][5]
  - 第33回ギリシャ・テッサロニキ国際映画祭 最優秀監督賞（シルバー・アレクサンダー賞）[1]
  - 第10回トリノ国際映画祭 審査員特別賞（準グランプリ）
- ヌードの夜
  - サンダンス・フィルム・フェスティバル・イン・トーキョー'94 グランプリ[1]
  - 第9回高崎映画祭 最優秀作品賞[1]

## 作品

### 映画

#### 監督・脚本
- 天使のはらわた 赤い眩暈（1988年）
- 月下の蘭（1991年）
- 死んでもいい （1992年）
- ヌードの夜（1993年）
- 夜がまた来る（1994年）
- 天使のはらわた 赤い閃光（1994年）
- GONIN （1995年）
- GONIN2（1996年）
- 黒の天使 Vol.1（1998年）
- 黒の天使 Vol.2（英語版）（1999年）
- フリーズ・ミー（2000年）
- TOKYO G.P.（2001年）[6]
- 花と蛇 （2004年）
- 花と蛇2 パリ/静子（2005年）
- 人が人を愛することのどうしようもなさ（2007年）
- ヌードの夜/愛は惜しみなく奪う（2010年）
- フィギュアなあなた（2013年）
- 甘い鞭（2013年）
- GONIN サーガ（2015年）

#### 脚本
- 天使のはらわた 赤い教室（1979年）監督：曾根中生
- 天使のはらわた 名美（1979年）監督：田中登
- 天使のはらわた 赤い淫画（1981年）監督：池田敏春
- 団鬼六 少女木馬責め（1982年）監督：加藤文彦
- 縄姉妹 奇妙な果実（1984年）監督：中原俊
- 沙耶のいる透視図（1986年）監督：和泉聖治
- ルージュ（1984年）　監督：那須博之
- ラブホテル（1985年）監督：相米慎二
- 夢犯（1985年）監督：黒沢直輔
- 魔性の香り（1985年）監督：池田敏春
- 赤い縄 〜果てるまで〜（1987年）　監督：すずきじゅんいち
- 死霊の罠（1988年）監督：池田敏春
- ガッデム!!（1991年）監督：神野太
- ちぎれた愛の殺人（1993年）監督：池田敏春

#### 原作
- 女高生 天使のはらわた（1978年）
- 天使のはらわた 赤い教室（1979年）
- 天使のはらわた 名美（1979年）
- 天使のはらわた 赤い淫画（1981年）
- 縄姉妹 奇妙な果実（1984年）
- ルージュ（1984年）
- 夢犯（1985年）
- 赤い縄 〜果てるまで〜（1987年）
- 天使のはらわた 赤い眩暈（1988年）
- ガッデム!!（1991年）
- 黒の天使 Vol.1（1998年）
- 黒の天使 Vol.2（1999年）
- フィギュアなあなた（2013年）
- GONIN サーガ（2015年）[7]

### 映像作品

#### テレビドラマ

##### 脚本
- 夜に頬よせ 過去を抱いた女（1986年）監督：池田敏春
- 怪談 KWAIDAN II ろくろ首（1993年）監督：久世光彦

#### メイキング

##### 構成・演出
- 『花と蛇』密着写真集 官能遊戯（2004年）
- 『花と蛇2 パリ 静子』杉本彩 緊縛遊戯（2005年）
- 女優・喜多嶋舞 愛／舞裸舞 映画『人が人を愛することのどうしようもなさ』 より（2007年）
- 佐藤寛子 - メタモルフォーゼ - 映画『ヌードの夜／愛は惜しみなく奪う』より（2010年）
- 佐々木心音 セカンド・ステージ 映画「フィギュアなあなた」より（2013年）
- 壇蜜 仮面を脱ぐとき 映画「甘い鞭」より（2013年）
- 間宮夕貴 やわらかい卵 映画「甘い鞭」より（2013年）

#### ミュージックビデオ
- TOKYO G.P.（2001年） -RISING SUN feat. ZEEBRA

#### DVD用短編

##### 脚本・監督
- フィギュアなあなた（2006年）

### 漫画

#### 作品集（単行本化のみ）
- 淫花地獄 悦虐篇（1975年、淡路書房）- ペンネーム：出木英杞
- 名美（1977年、立風書房、全国書誌番号:78001427）
- 赤い教室（1978年、立風書房、全国書誌番号:78025345）
- 天使のはらわた（1978-1979年、少年画報社）全3巻
  1. ISBN 4-7859-1049-6
  2. ISBN 4-7859-1051-8
  3. ISBN 4-7859-1053-4
- 横須賀ロック（1979年、立風書房、全国書誌番号:79026508）
- イルミネーション（1980年、立風書房、全国書誌番号:80018647）
- パイソン357（1981年、立風書房、全国書誌番号:81022571）
- おんなの街（1981年、少年画報社、ASIN B009XPBUZC）
- 黒の天使（1982年、少年画報社）全3巻
  1. ISBN 4-7859-1060-7
  2. ISBN 4-7859-1063-1
  3. ISBN 4-7859-1065-8
- 少女名美（1982年、双葉社、ISBN 4575485454）
- 象牙の悪魔（1984-1985年、竹書房）全2巻
- 石井隆自選劇画集（1985年、創樹社）
- 愛の行方（1987年、日本文芸社、ISBN 4-537-03111-5）
- ラストワルツ（1987年、日本文芸社、ISBN 4-537-03119-0）
- 夜に頬よせ（1987年、日本文芸社、ISBN 4-537-03125-5、全国書誌番号:87051447）
- 赤い眩暈（1988年、日本文芸社、ISBN 4-537-03168-9）
- 雨物語（1989年、日本文芸社、ISBN 4-537-03545-5）
- 月物語（1989年、日本文芸社、ISBN 4-537-03556-0）
- 魔樂 Maraque（1990年、ペヨトル工房、ISBN 4-89342-107-7）
- 赤い通り雨（1990年、竹書房、ISBN 4-88475-443-3、全国書誌番号:97061173）
- 赤い夜（1990年、少年画報社、ISBN 4-7859-1240-5）
- 甘い夜（1991年、大都社、ISBN 4-88653-388-4）
- 夜よ、ふるえて（1991年、大都社、ISBN 4-88653-389-2）
- 名美Returns（1993年、ワイズ出版、ISBN 4-948735-13-2）
- 黒の天使（1998年・復刻、まんだらけ）全2巻
  1. ISBN 4-944099-52-5
  2. ISBN 4-944099-53-3
- 曼珠沙華（1998年、まんだらけ、ISBN 4-944099-56-8）
- カンタレッラの匣（2000年、ロッキング・オン、ISBN 4-947599-82-0）
- おんなの街（2000年・復刻、ワイズ出版）全2巻
  1. ISBN 4-89830-031-6
  2. ISBN 4-89830-032-4
- 名美・イン・ブルー（2001年、ロッキング・オン、ISBN 4-947599-96-0）

#### 未単行化連載
- 魔奴（1978〜1980年）
- デッド・ニュー・レイコ（1990〜1991年）

#### 未単行化読み切り雑誌掲載
- 白昼淫夢（1976年、「No. 5」跋折羅=初出「プレイ情報」1974年9月号の再録）

#### 原作提供
- 人が人を愛する事のどうしようもなさ（1995年、双葉社、ISBN 4-575-82017-2） - 画：たなか亜希夫
- 20世紀伝説（1995年、双葉社）全2巻 - 画：たなか亜希夫
  1. ISBN 4-575-82018-0
  2. ISBN 4-575-82028-8

### イラストレーション

#### 画集
- 死場処（1973年、北冬書房）
- さみしげな女たち（1983年、喇嘛舎）

#### 装幀・挿絵
- 草川隆『アポロは月に行かなかった』（1970年）- カバー・挿絵
- 草川隆『とてもこわい幽霊妖怪図鑑』（1974年）- 挿絵
- 北冬書房編集部 『殲滅 中島貞夫の映画世界』（1974年）- カバー
- 実相寺昭雄 『闇への憧れ　所詮、死ぬまでのヒマツブシ』（1977年）- カバー・挿絵
- 響京介 『百恵の唇 PART2・愛獣』（1979年）- カバー・扉・イラスト
- 日向野春総 『新感覚を発掘する体位術入門』（1987年）- 巻末イラスト

#### ポスターイラスト
- 演劇 『無縁童女往生絵巻』（1971年   シアター夜行館）
- 映画 『蛇と女奴隷』（1976年）監督：向井寛
- 映画 『九月の冗談クラブバンド』（1982年）監督：長崎俊一
- 映画 『制服肉奴隷』（1985年）監督：すずきじゅんいち
- 演劇 『ぼくらガジェット人間』（銀幕少年王）
- 演劇 『ハッピージャンク・シティ』（銀幕少年王）

#### 舞台背景
- 演劇 『無縁童女往生絵巻』（1971年、シアター夜行館）

### 写真

#### 写真集
- ダークフィルム 名美を探して（1980年）- 構成・スチール撮影
- カメラ毎日別冊『NEW NUDE 3』（1986年）- 競作
- 映画『花と蛇』生写真集（2004年）- 監督・監修
- 映画『花と蛇2 パリ  静子』写真集（2005年）- 監督・監修（カット選定）
- 妖舞裸身（2006年）- 脚本・監督・スチール撮影
- 映画『人が人を愛することのどうしようもなさ』写真集（2007年）- 監督・監修（カット選定）
- 映画『ヌードの夜／愛は惜しみなく奪う』写真集（2010年）- 監督・監修（カット選定）
- 映画『フィギュアなあなた』佐々木心音写真集（2013年）- 監督・監修（カット選定）
- 映画『甘い鞭』壇蜜写真集（2013年）- 監督・監修（カット選定）
- 映画『甘い鞭』間宮夕貴写真集（2013年）- 監督・監修（カット選定）

### 小説
- GONIN サーガ（2015年、KADOKAWA〈角川文庫〉、ISBN 978-4-04-103493-4）

### 関連文献
- 『別冊新評 青年劇画の熱風! 石井隆の世界』 新評社、1979年1月